# غاغش السفلي (مهاباد)
قرية غاغش السفلي (بالكردية: گاگەشی خوارێ) هي إحدى القرى التابعة لـمنغور الشرقية في ريف قسم خليفان من مقاطعة مهاباد، في محافظة أذربیجان الغربیة الإيرانية.

## السكان
حسب إحصاءات سنة 2006، بلغ إجمالي السكان في غاغش السفلي 289 نسمة وعدد المساكن 46 مسكن. لغة سكان غاغش السفلي هي اللغة الكردية و هم من أهل السنة والجماعة والمذهب الشافعي.